# ラミ・カイブ
ラミ・カイブ（Rami Kaib, 1997年5月8日 - ）は、スウェーデン・セーデルマンランド県ニュヒェーピング出身のサッカー選手。エールディヴィジ・SCヘーレンフェーン所属。ポジションはDF。

## クラブ経歴
2016年にIFエルフスボリのトップチームに昇格。6月30日のエステルスンドFK戦でプロデビュー。2018年シーズンより先発に定着し、同年シーズンは国内リーグで23試合に出場。2019年11月2日のヘルシンボリIF戦ではプロ初ゴールを決めた。
2021年1月13日、SCヘーレンフェーンと4年半の契約を締結したことが発表された。

## 代表歴
2016年から1年間、U-19のスウェーデン代表に招集された。

## 人物
- 父はチュニジア出身で、母はレバノン出身。